# Karol I Stuart
Karol I Stuart (ur. 19 listopada 1600 w Dunfermline, Fife; zm. 30 stycznia 1649 w Londynie) – król Anglii i Szkocji w latach 1625–1649, syn Jakuba I Stuarta, króla Anglii i Szkocji (jako Jakub VI) oraz Anny, córki króla Danii Fryderyka II. Karol był jedynym brytyjskim władcą, który został obalony przez poddanych i ścięty.

## Droga do tronu

### Książę Yorku
Drugi syn króla Szkocji przyszedł na świat w szkockiej rezydencji Dunfermline, w Fife w 1600 r. Karol był słabo rozwiniętym dzieckiem. Do trzeciego roku życia nie potrafił chodzić i mówić. W 1603 r., gdy zmarła królowa Anglii Elżbieta I, ojciec Karola został nowym królem Anglii. Kiedy Jakub wyruszył na południe, towarzyszyła mu większość rodziny. Karol pozostał w Szkocji pod opieką pielęgniarek, ponieważ obawiano się, że podróż będzie zbyt niebezpieczna dla chorowitego królewicza.
Do Anglii Karol wyruszył w lipcu 1604 r. Po przybyciu trafił pod opiekę angielskiej arystokratki Lady Carrey, która nauczyła go chodzić i mówić. Nalegała również, aby Karol nosił buty z hiszpańskiej skóry, wzmacniane mosiądzem, by wzmacniały słabe kostki księcia. Karol był bardzo niskim dzieckiem, nawet jako dorosły człowiek mierzył tylko 5 stóp i 4 cale (162 cm). Był więc najniższym królem w historii Anglii.
Jeszcze w 1603 r. Karol otrzymał tytuł księcia Albany, tradycyjny tytuł przysługujący młodszemu synowi szkockiego monarchy. W 1605 r. otrzymał jego angielski odpowiednik i został księciem Yorku. Przez następne lata pozostawał w cieniu starszego brata Henryka Fryderyka, księcia Walii, powszechnie uwielbianego następcy tronu, z którym wiązano wielkie nadzieje.

W 1612 r. Henryk Fryderyk umarł nagle na dur brzuszny. Tym samym następcą tronu został 12–letni książę Yorku i Albany. Jego status został oficjalnie potwierdzony w listopadzie 1616 r., kiedy nadano mu tradycyjne tytuły następcy tronu – księcia Walii i hrabiego Chester.

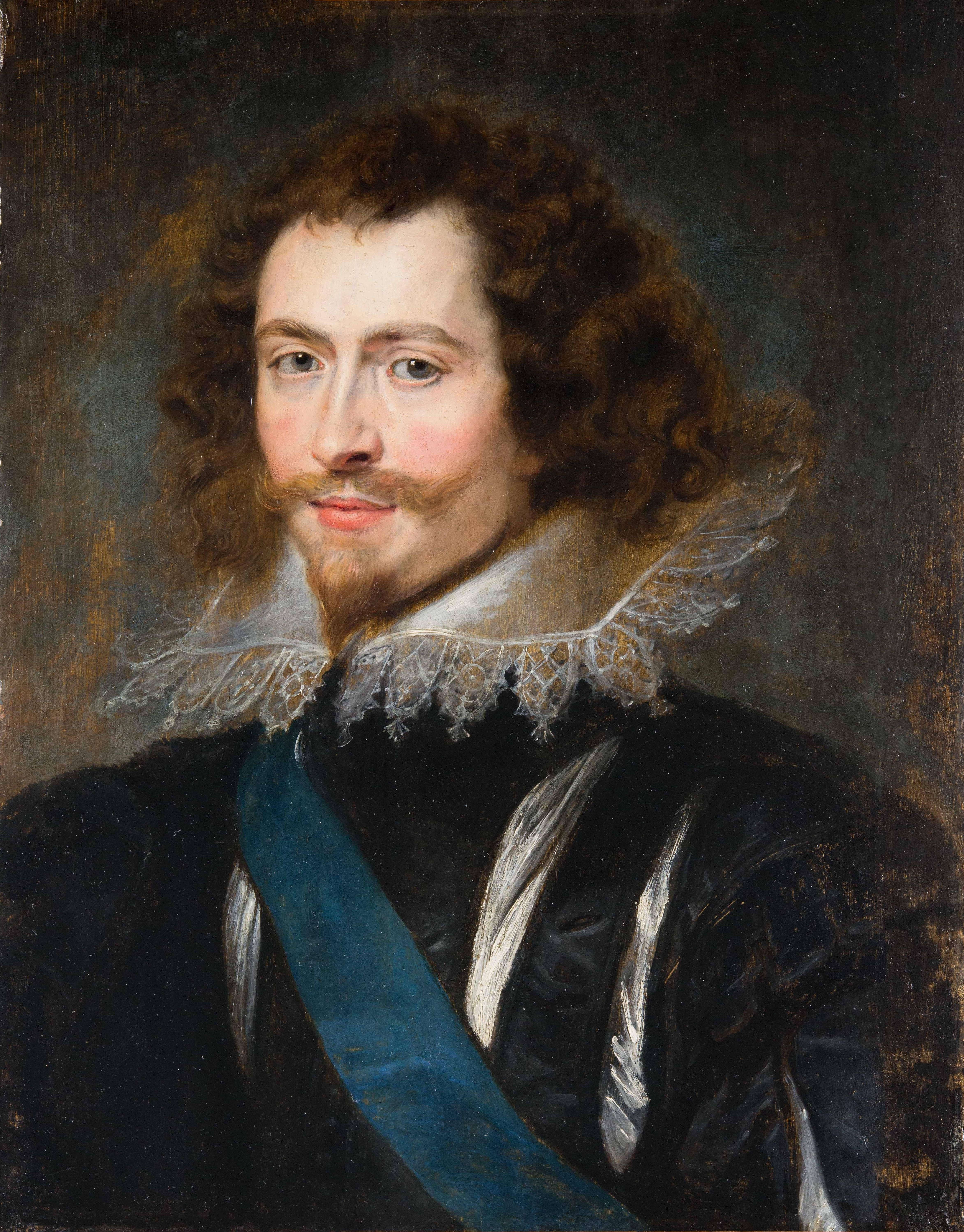
Faworyt Karola – George Villers, książę Buckingham

### Książę Walii
Młody książę Walii szybko znalazł się pod wpływem faworyta ojca George’a Villiersa, 1. księcia Buckingham. Stosunki między Karolem i Buckinghamem były tak bardzo zażyłe, że pojawiły się plotki o ich homoseksualnym romansie, Nie ma jednak żadnych dowodów na potwierdzenie tej tezy. W 1623 Karol wraz z Buckinghamem udali się do Hiszpanii, gdzie miały odbyć się negocjacje w sprawie małżeństwa księcia Walii z hiszpańską infantką – Marią Anną. Negocjacje zakończyły się fiaskiem, gdyż od Karola wymagano przejścia na katolicyzm, na co ten nie chciał się zgodzić. Po powrocie do Anglii Buckingham zażądał od króla Jakuba wypowiedzenia wojny Hiszpanii, ten jednak odmówił.

Karol przejeżdżał przez Paryż, gdzie poznał Henriettę Marię, siostrę króla Ludwika XIII. Wobec fiaska planów hiszpańskiego mariażu, Jakub przekonał Parlament, by wyraził zgodę na małżeństwo Karola z francuską księżniczką. Zgoda została udzielona przez parlament po dłuższym czasie procedowania. 

## Król Anglii

### Początek rządów

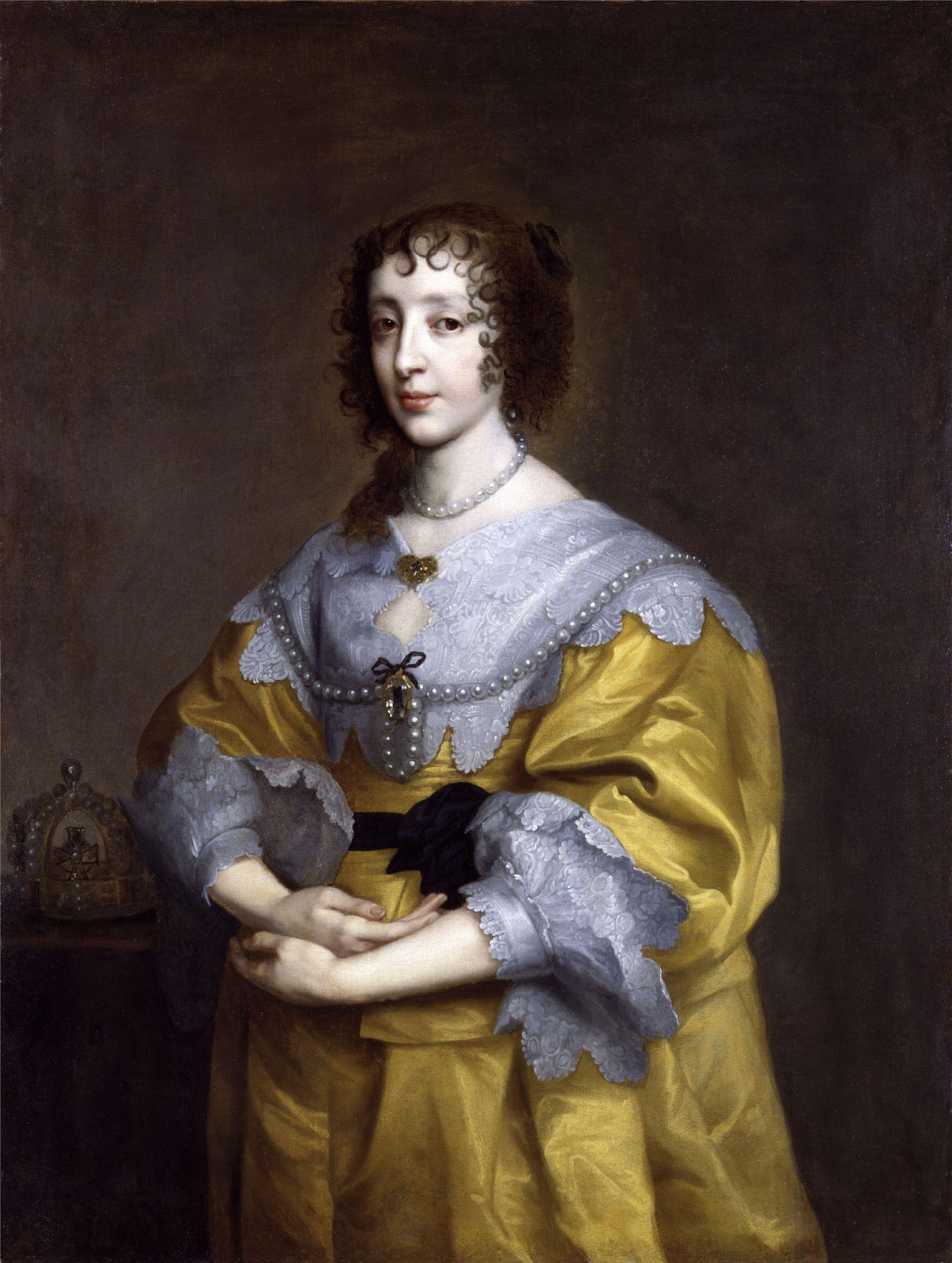
Henrietta Maria Burbon, żona Karola I

Karol objął tron zaraz po śmierci ojca, jednak realną władzę sprawował już od roku, gdyż król Jakub zapadł na demencję. Karol, podobnie jak ojciec, nie potrafił znaleźć wspólnego języka z Parlamentem, zwłaszcza ze zdominowaną przez purytanów Izbą Gmin. Do pierwszego konfliktu doszło już w maju 1625 r., kiedy Izba Gmin odmówiła zgody na małżeństwo króla z Henriettą Marią. Francuska księżniczka była katoliczką i Anglicy obawiali się, że przy jej pomocy król zechce podjąć próbę rekatolizacji Anglii. Karolowi ostatecznie udało się uzyskać zgodę na ślub, ale jego żona nigdy nie została koronowana. Sam Karol został koronowany  w katedrze westminsterskiej 2 lutego 1625 r.

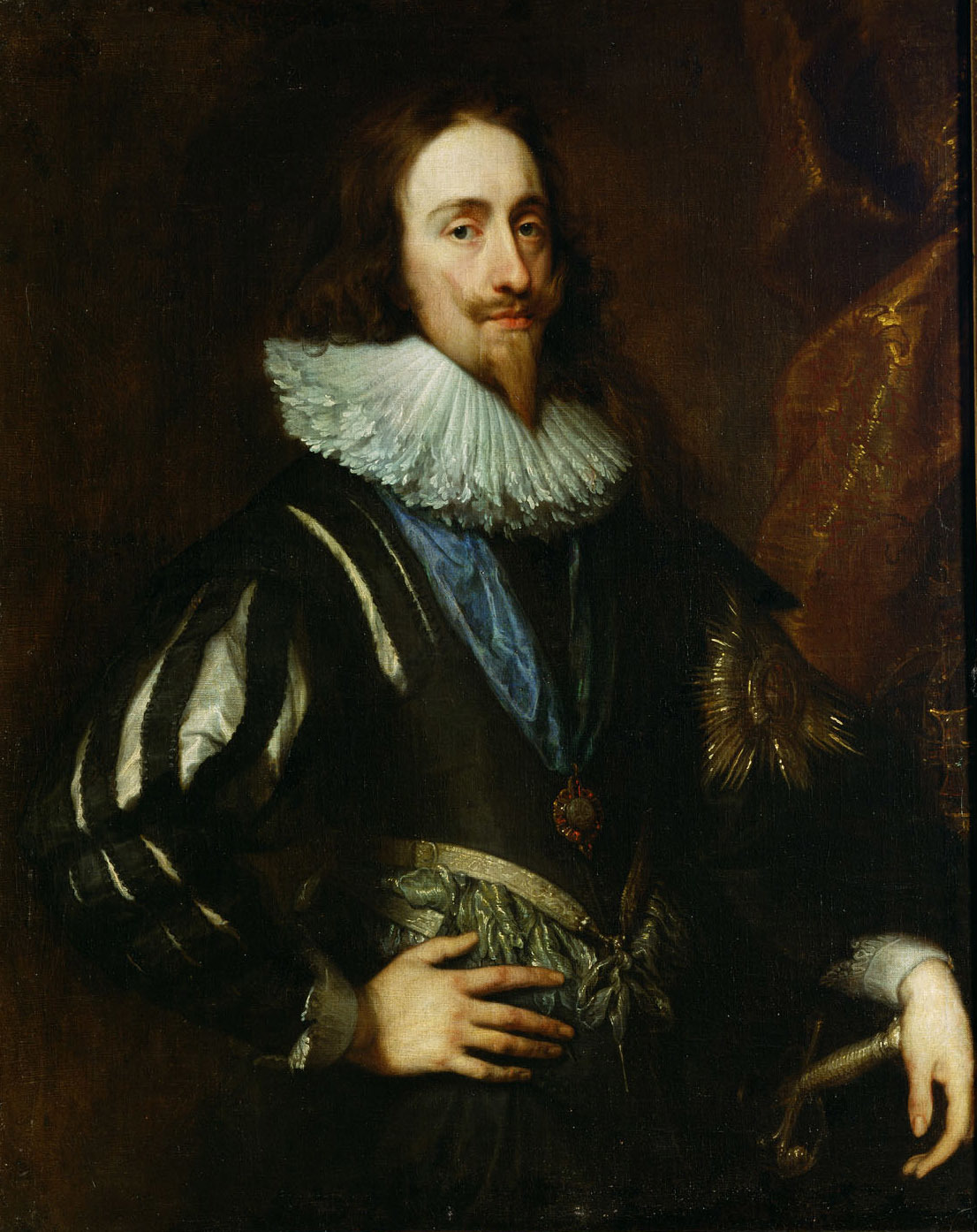
Karol I ok. 1630 r.

Początek panowania upłynął pod znakiem wojen toczonych przez Buckinghama. W 1626 r. książę zorganizował rajd na Kadyks (Karol I nie poszedł w ślady ojca i wypowiedział wojnę Hiszpanii), bez wielkich sukcesów. Potem zdecydował się wesprzeć francuskich hugenotów, obleganych w La Rochelle, co rozpoczęło ponowny spór z Parlamentem. W 1625 r. Izba Gmin ostro wypowiadała się przeciw hugenotom. Rok później nastąpiła kulminacja sporu – padły żądania dymisji faworyta i postawienia go przed sądem. Sformułowano nawet petycję na piśmie. Król wziął wszystkie oskarżenia na siebie. Orzekł, że Buckingham działał na jego rozkazy, a następnie aresztował najaktywniejszych opozycjonistów i rozwiązał Parlament. W 1627 r. ruszyła wyprawa na La Rochelle, która zakończyła się porażką.

### Król kontra Parlament
Rozwiązanie Parlamentu pogłębiło niesławę króla w społeczeństwie. Większość Anglików uznała to za przejaw bezprawia i tendencji absolutystycznych. Karol przejął po ojcu wysokie mniemanie o władzy monarszej, tendencje do absolutyzmu i chęć podporządkowania sobie Kościoła anglikańskiego, nie mówiąc już o bezgranicznym zaufaniu do Buckinghama. Pierwsze lata samodzielnych rządów Karola charakteryzowały się nakładaniem ogromnych podatków i niezbyt łagodnymi metodami ich ściągania.
Na ponowne zwołanie Parlamentu czekano do 1628 r. Głównym owocem prac Parlamentu było uchwalenie przez obie Izby Petycji Praw. Stwierdzała ona, że nie można nakładać podatków bez zgody Parlamentu ani więzić nikogo bez motywacji prawnej. Król, na początku obrad jak zawsze wyniośle traktujący pomysły opozycji, bez wahania podpisał Petycję, co spotkało się z entuzjazmem deputowanych, którzy bez sprzeciwu uchwalili zażądane przez króla dość wysokie podatki na odsiecz dla La Rochelle.

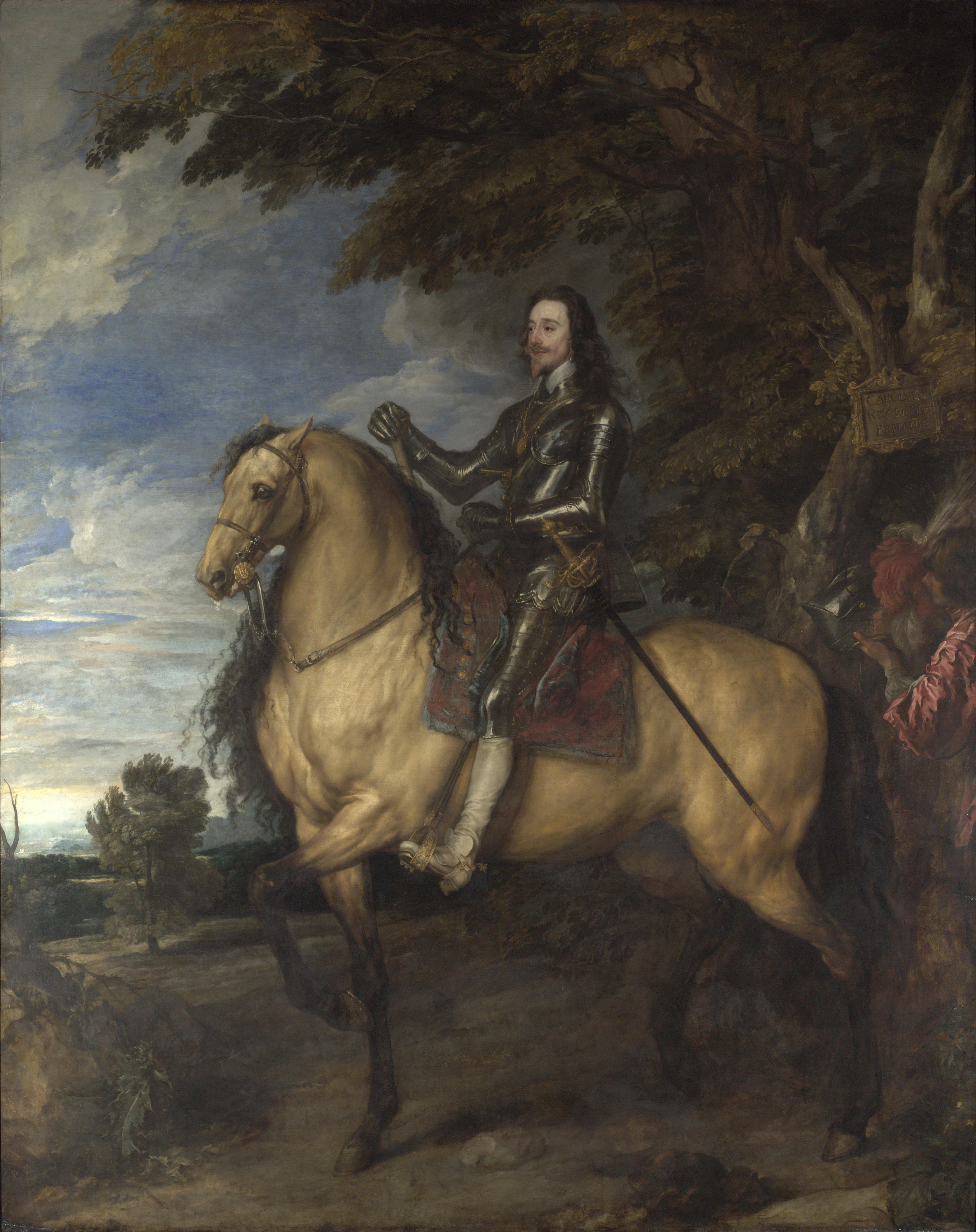
Portret konny Karola I

Wpływ na decyzję króla o przyjęciu Petycji wywarła głównie obawa o los Buckinghama, powszechnie nienawidzonego w Izbie Gmin. Wkrótce lęk o los faworyta stracił rację bytu – 23 sierpnia 1628 r., podczas organizowania odsieczy dla hugenotów, książę został zasztyletowany przez oficera marynarki, Johna Feltona, fanatycznego purytanina. Ekspedycja wyruszyła niezależnie od losu księcia, ale nie przyniosła sukcesów – w październiku 1628 r. La Rochelle skapitulowało, a Anglia zawarła pokój z Francją (1629 r.).
Obrady Parlamentu trwały nadal, ale ponownie rozwierała się przepaść między nim a królem. Na czoło parlamentarnej opozycji wysunął się wiceadmirał John Eliot, główny pomysłodawca Petycji Praw i paru uchwał potępiających działania rządu. Po rozwiązaniu Parlamentu 10 marca 1629 r. został aresztowany i do śmierci w 1632 r. przebywał w więzieniu. Rolę przywódców opozycji przejęli John Hampden i John Pym. Inny opozycjonista, Thomas Wentworth, przez większość obrad krytykujący absolutystyczne zapędy króla, nagle w 1628 r. przeszedł do obozu królewskiego, zyskując tytuł lorda Strafford (w 1639 r. podniesiony do rangi hrabiego). Strafford stał się gorliwym poplecznikiem Karola i kierował aparatem represji podczas okresu 11-letniej tyranii.

## 11-letnia tyrania

### Rządy bez Parlamentu
Po rozwiązaniu Parlamentu rozpoczął się długi okres rządów osobistych Karola I, trwający w latach 1629–1640, nazywany często 11-letnią tyranią. Król znalazł również nowego faworyta – w miejsce Buckinghama został nim lord Strafford, w latach 1633–1639 namiestnik Irlandii. Owe 11-lecie było bardzo ciężkie dla purytanów, którzy doświadczali szykan i prześladowań. Nakładano ogromne podatki i bezwzględnie je ściągano. Za jakikolwiek opór wobec władzy karano więzieniem, karami pieniężnymi, piętnowaniem lub kaleczeniem pod pręgierzem. Aparatem represji kierował Strafford, człowiek uparty i bezwzględny, który za główne narzędzia polityki uznawał gwałt i przemoc. Sekundował mu w tym William Laud, biskup Londynu, od 1633 roku arcybiskup Canterbury.

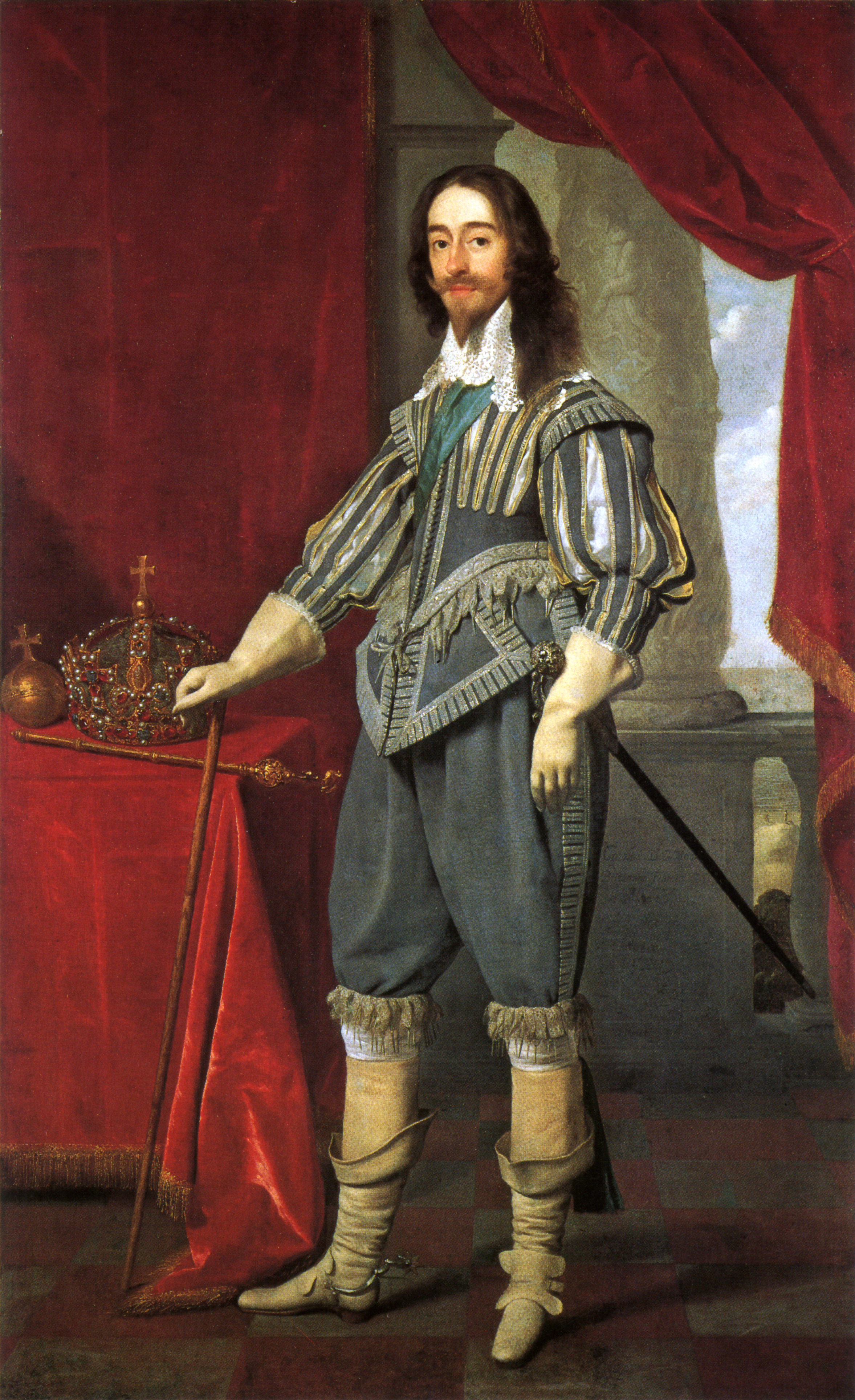
Karol I na portrecie Daniela Mytensa z 1631 r.

Opozycja wydawała pamflety i pisma polityczne, w których atakowano władzę, zaś ta odpowiadała represjami. W 1632 r. William Prynne opublikował swoje dzieło, w którym udowadniał, że wszelkie sztuki teatralne są sprzeczne z prawem bożym. Niedługo później królowa Henrietta wystąpiła w pewnej sztuce mało znanego autora (Williama Montagu, sztuki pod tytułem: Raj pastuszka – Shepherd's Paradise). Przypomniano sobie o książce Prynne'a, autora aresztowano. Autora skazano na więzienie, karę pieniężną i obcięcie uszu.
Na potrzeby wiecznie pustego skarbu wymyślano coraz to nowe podatki. Odgrzebano nawet zapomniany podatek okrętowy (ship money), jeszcze z czasów Plantagenetów, co jeszcze bardziej wzburzyło Anglików. Społeczeństwo sprzeciwiało się nowym podatkom, coraz częściej odmawiano ich płacenia. Sytuacja w państwie stawała się coraz bardziej napięta. Nastroje społeczne gwałtownie narastały. Wkrótce sytuacja pogorszyła się za sprawą religijnej polityki Karola I.

### Próby reform religijnych
Po swoim ojcu Karol odziedziczył chęć dalszych reform religijnych, mających połączyć ze sobą Kościoły Anglii i Szkocji i poddać je kontroli monarchy. Projekt miał jednak przeciwników. Sprzeciwiali mu się zarówno prezbiterianie w Szkocji, jak i purytanie w Anglii. Przeprowadzenie zmian w Kościele król powierzył arcybiskupowi Canterbury, Williamowi Laudowi. Ten rozpoczął od zmian w liturgii, upodabniając ją coraz bardziej do liturgii Kościoła katolickiego (zmiany te spodobały się zresztą papieżowi Urbanowi VIII, który zastanawiał się, czy nie nadać Laudowi godności kardynalskiej).
Na Wyspach reformy nie zostały dobrze przyjęte. Zmiany liturgiczne w połączeniu z wprowadzonym jeszcze przez Jakuba I systemem episkopalnym spotkały się z wrogą reakcją, zwłaszcza w Szkocji. Dlatego w 1637 roku, kiedy po wprowadzeniu reform w Kościele anglikańskim Laud zabrał się za wdrażanie ich w Kościele szkockim, jednak spotkał się ze zdecydowanym oporem szkockich prezbiterian. Fiaskiem skończyła się próba wprowadzenia w Szkocji Modlitewnika Powszechnego. W roku 1638 doszło do pierwszych poważnych konfliktów, kiedy Szkoci obalili system episkopalny i przywrócili demokratyczny system sprawowania władzy w swoim Kościele. Uparte obstawanie Karola przy niepopularnych zmianach doprowadziło w końcu do wybuchu powstania.

### Wojny biskupów

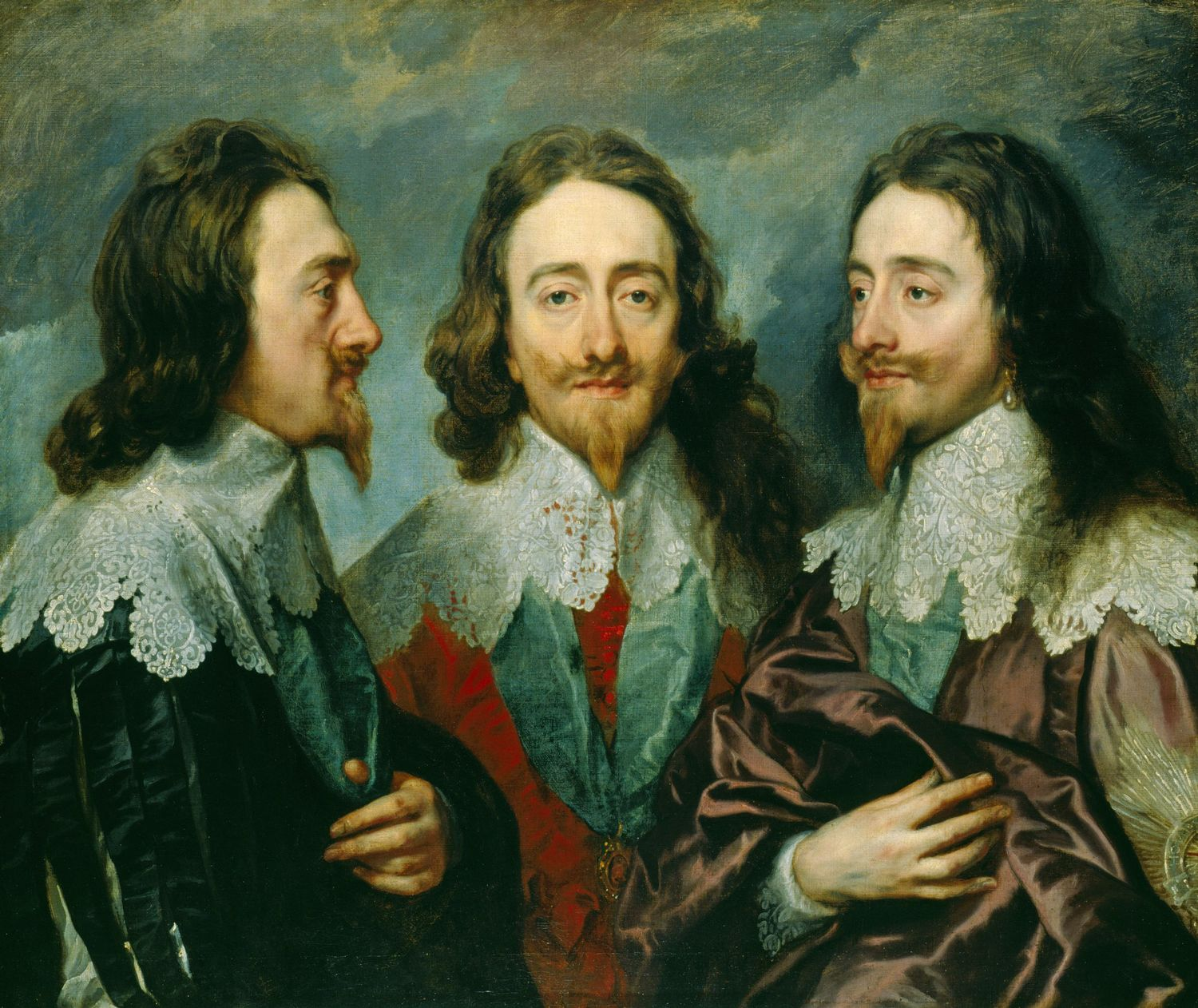
Karol I na portrecie van Dycka z lat 1635-1636

Bunt w Szkocji zaskoczył Karola. Anglia nie posiadała licznej armii i była kompletnie nieprzygotowana do wojny. Powstanie szybko się rozprzestrzeniało. Na początku 1638 roku Szkoci przyjęli akt „Przymierza Narodowego” (National Covenant), w którym ślubowali przeciwstawiać się naciskom Kościoła Anglikańskiego i bronić własnej religii. Zobowiązywali się również do walki z królewskim absolutyzmem. Król na początku nie zamierzał ustąpić, ale kiedy wysłane w celu stłumienia powstania wojska angielskie zostały bez trudu odparte przez Szkotów, zgodził się na pokój, gwarantujący Szkotom amnestię i umacniający pozycję szkockiego Parlamentu (była to tzw. „pacyfikacja w Berwick” w 1639 r.).
"Pacyfikacja w Berwick” pozostała tylko na papierze. Nieprzestrzeganie jej przez króla wywołało w 1640 roku kolejną wojnę biskupią. Tym razem do ofensywy przeszli Szkoci, notujący spore sukcesy, zwłaszcza że większość społeczeństwa angielskiego popierała ich działania. Do opanowania sytuacji potrzeba było sporo pieniędzy, a do ich uzyskania potrzebna była zgoda Parlamentu. Do takiego rozwiązania przekonywał króla nawet hrabia Strafford. Król uległ namowom i w 1640 roku, po 11 latach przerwy, ponownie zwołano Parlament.

## Droga do rewolucji

### Krótki Parlament
Nowy Parlament zebrał się w kwietniu 1640 roku. Przewagę w Izbie Gmin uzyskali purytanie z Pymem i Hampdenem na czele. Wśród deputowanych znalazł się również przedstawiciel drobnej szlachty Oliver Cromwell. Jak było do przewidzenia, zdominowany przez purytanów Parlament nie wyraził zgody na nowe podatki. Co więcej, zażądał postawienia przed sądem czołowych królewskich ministrów za nadużycia finansowe i represje. Król w maju odpowiedział na to rozwiązaniem Parlamentu. Jego obrady trwały dokładnie jeden miesiąc i Parlament ten przeszedł do historii jako Krótki Parlament.
Niedługo później zgromadzenie biskupów pod presją Lauda uchwaliło 17 kanonów o nieograniczonej i uświęconej przez Boga władzy królewskiej i o Kościele Episkopalnym jako jedynej prawdziwej instytucji religijnej. Było to jednak zwycięstwo tylko na papierze i wywołało falę zwróconych przeciwko Laudowi demonstracji w Londynie. Szkoci tymczasem kontynuowali ofensywę, chcąc ułożenia spraw spornych w pertraktacjach z angielskim Parlamentem. Król musiał się ugiąć. W listopadzie zwołano kolejny Parlament.

### Długi Parlament
Zebranie się kolejnego Parlamentu uważa się często za początek rewolucji angielskiej, chociaż do początku działań wojennych i ostatecznego zerwania między królem a Parlamentem doszło dopiero w roku 1642. Nowy Parlament obradował aż do 1653 roku. Z tego powodu nosi w historiografii nazwę Długiego Parlamentu. Ton obradom nadawała − zdominowana przez purytanów − Izba Gmin, pod przewodnictwem Johna Pyma. Dwór miał przewagę jedynie w Izbie Lordów, która mimo szumnego tytułu nie znaczyła wiele. W Izbie Gmin od początku doszła do głosu opozycja. Zewsząd atakowano dwór, jego politykę ekonomiczną i religijną.
Nie napotkawszy zbyt stanowczego oporu dla swych pomysłów, Izba Gmin zdecydowała rozprawić się ze szczególnie znienawidzonymi stronnikami króla. Aby uniknąć trudności, Izba wymogła na królu rezygnację z jego prawa do rozwiązania Parlamentu. Od tej pory mieli o tym decydować sami deputowani. Na pierwszy ogień poszedł hrabia Strafford. Karol zdecydował się go poświęcić, podobno sam Strafford go do tego przekonywał. Hrabia został ścięty w 1641 roku. Następny był arcybiskup Laud. Czekał go podobny los, aczkolwiek spędził jeszcze 4 lata w więzieniu, nim w 1645 roku dał głowę pod topór.
Główne działania Parlamentu przypadły na przełom lat 1641/1642. Rozwiązano między innymi Izbę Gwiaździstą, organ królewskiego sądownictwa, i wystosowano tzw. Wielką Remonstrację, czyli zarzuty pod adresem rządu, łącznie z postulatami: reformy Kościoła, zatwierdzania doradców królewskich przez Parlament, usunięcia biskupów z Izby Lordów. Remonstracja liczyła łącznie 207 punktów.
W tym momencie król zdecydował się na działanie przy użyciu siły, jednak próba aresztowania czołowych opozycjonistów zakończyła się fiaskiem. Król, stwierdziwszy, że w Londynie nie poradzi sobie z przeciwnikami, opuścił stolicę i udał się na północ kraju, gdzie jego zwolennicy byli w przewadze. 22 sierpnia 1642 roku w pałacu w Nottingham Karol podniósł królewski sztandar przeciw Parlamentowi i jego stronnikom. Rozpoczęła się wojna domowa.

## Wojna domowa
Karol umieścił swój dwór w Oksfordzie, który na parę lat stał się nieformalną stolicą rojalistycznej Anglii. Król mógł liczyć na starą szlachtę i własne siły zbrojne, nieliczne, ale dobrze wyszkolone. Poparły go również Irlandia i Szkocja, z którą w 1641 r. zawarto rozejm. Król roztoczył swoją kontrolę nad północną i zachodnią Anglią. Pozostała część wyspy znajdowała się w rękach Parlamentu, który popierali purytanie, prezbiterianie, drobna szlachta i mieszczaństwo.

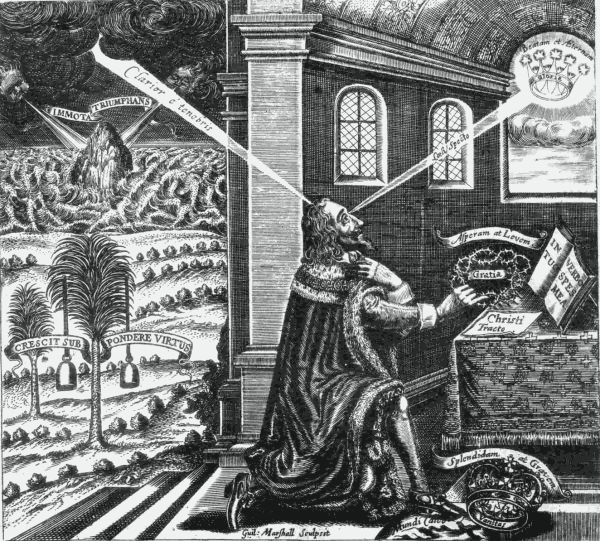
Karol I na okładce Eikon Basilike, wydanej przez Williama Marshalla w 1649 r.

Pierwszą bitwę tej wojny stoczono 25 października 1642 roku pod Edgehill. Bitwa była nierozstrzygnięta, ale przewagę uzyskali zwolennicy króla, popularnie zwani „kawalerami” (zwolenników Parlamentu zwano „okrągłogłowymi”). Mimo pewnych sukcesów i podziałów wśród „okrągłogłowych” nie udało się zdobyć Londynu, a tylko tak można było zakończyć wojnę. W 1643 roku z szeregów przeciwników króla ubył John Hampden, który zginął w jednej z potyczek. Niedługo później zmarł Pym. Na czoło stronników Parlamentu zaczął się wysuwać Oliver Cromwell.
Przełom nastąpił w 1644 roku, kiedy wojska Parlamentu pokonały rojalistów na Marston Moor (2 lipca) i pod Newbury (27 października). Główną rolę w zwycięstwie odegrali wyszkoleni przez Cromwella tzw. ironsides („żelaznobocy”). Pod wpływem sukcesów Parlament przeprowadził reformę armii, według wzorców wypracowanych przez Cromwella. Dowództwo tzw. „Armii Nowego Wzoru” (New Model Army) objęli Cromwell i sir Thomas Fairfax.
Do rozstrzygnięcia doszło 14 czerwca 1645 roku pod Naseby w Leicestershire. Armia królewska została rozbita przez siły Parlamentu. Karol cofnął się do Oksfordu. Oblężenie stolicy rojalistów trwało do czerwca roku następnego i zakończyło się jej kapitulacją. Dwa miesiące wcześniej Karol uciekł z twierdzy i udał się do Szkocji. Początkowo wydawało się, że król uzyska pomoc i wsparcie Szkotów, jednak kiedy angielski Parlament zażądał wydania króla i dołączył do tego obietnicę zapłacenia zaległego żołdu (a była to spora kwota), Szkoci bez wahania wydali króla angielskim komisarzom (czerwiec 1647).

## Ostatnie lata

### Niewola

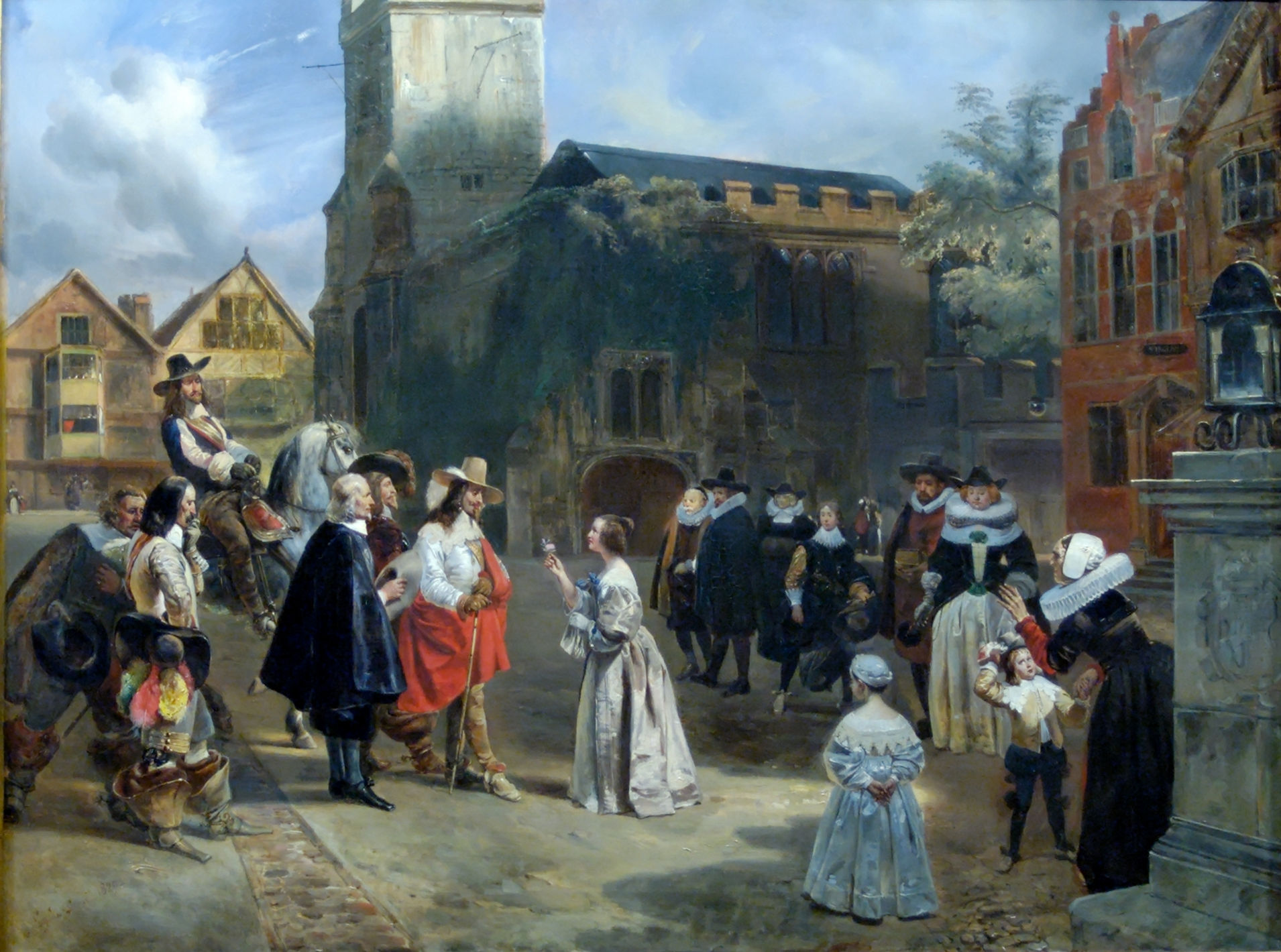
Karol I przenoszony do Carinsbrook Castle, obraz Eugène Lamiego

Karol został osadzony w Holdenby House w Northamptonshire. Później został przeniesiony do Newmarket w imieniu Armii Nowego Wzoru. W tym czasie między Armią a Parlamentem rosło napięcie (Armia domagała się radykalnych posunięć, natomiast Parlament był im przeciwny). Karol był później przenoszony do Outlands i Hampton Court. Ostatecznie znalazł się na wyspie Wight, gdzie cieszył się względną wolnością, mogąc nawet kontaktować się ze swoimi zwolennikami w Szkocji.
Wiosną 1648 roku ponownie wszczęto działania wojenne. Za królem opowiedziały się hrabstwa północne oraz Szkoci, którzy wkroczyli do Anglii. Drogę zastąpił im Cromwell. W sierpniu pod Preston zadał wojskom szkockim ciężką klęskę, która była ostatecznym ciosem dla sprawy rojalistów. Skończyła się też względna wolność Karola. Jego los był przesądzony.

### Proces
O losie Karola zdecydował konflikt między Armią i Parlamentem. Ten ostatni nie chciał zniesienia monarchii, zadowalało go jedynie ograniczenie uprawnień monarszych i pozbawienie króla wpływu na sprawy religijne. Armia natomiast, składająca się głównie z radykalnych i bezkompromisowych independentów (odłam purytanów), chciała całkowitego zniesienia monarchii i przeprowadzenia reform społecznych. Popierał ich Cromwell. 6 grudnia 1648 r. na jego rozkaz wojsko otoczyło Parlament i aresztowało większość posłów, którą stanowili prezbiterianie. Nowy Parlament, zwany „Parlamentem Kadłubowym” powołał 150-osobową komisję pod przewodnictwem Johna Bradshawa z Cromwellem i Fairfaxem w składzie (ten ostatni jednak zrezygnował), która miała osądzić Karola.
Proces rozpoczął się 20 stycznia 1649 roku. Król odmówił uczestniczenia w nim twierdząc, iż Parlament nie ma prawa sądzić monarchy. Liczył, że jego autorytet powstrzyma członków komisji przed radykalnymi działaniami. Przeliczył się. Komisja uznała, że żaden człowiek nie znajduje się ponad prawem. Trzy razy wzywano króla, aby stawił się przed sądem, ale Karol za każdym razem odmawiał. W końcu, 27 stycznia 1649 roku król został skazany na śmierć, a dwa dni później 59 członków komisji złożyło swoje podpisy pod wyrokiem skazującym na śmierć tyrana, zdrajcę i wroga ludu, Karola Stuarta.

### Egzekucja
Zaraz po wydaniu wyroku Karol został przeniesiony z St. James’s Palace do Whitehall. Egzekucja miała odbyć się nazajutrz, naprzeciwko Banqueting House. Nie wiadomo, kto został wyznaczony do przeprowadzenia egzekucji. Najczęściej wymienia się londyńskiego kata Richarda Brandona, pewnego Irlandczyka nazwiskiem Gunning, dwóch ludzi o nazwiskach Dayborne i Bickerstaffe (oskarżeni w 1661 roku, lecz zarzuty wycofano), rewolucyjnego dziennikarza Henry’ego Walkera, jego brata Williama, lub Williama Hewletta, który w dniu egzekucji dowodził strażą.

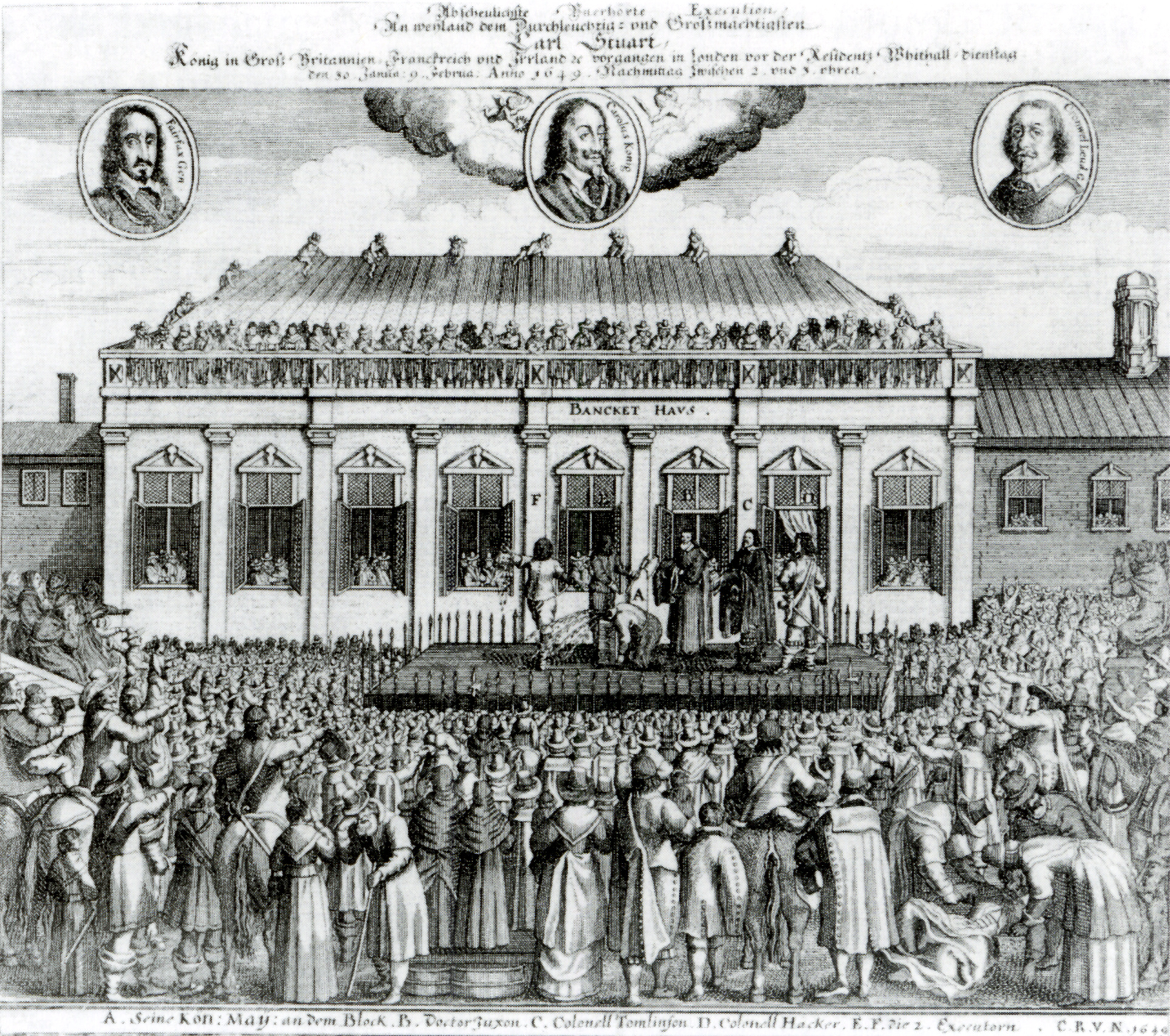
Egzekucja Karola I

Dzień egzekucji był pochmurny i chłodny. Król założył dwie koszule (Jeśli będę drżał, moi wrogowie powiedzą, że to ze strachu. Chcę uniknąć takich zarzutów – miał powiedzieć). W drodze na szafot towarzyszył mu jego przyjaciel, biskup Juxton. Karol do końca był przekonany o słuszności swojej sprawy. Na szafocie zdjął płaszcz i wstęgę Orderu Podwiązki (z medalionem przedstawiającym św. Jerzego walczącego ze smokiem) i przekazał je Juxtonowi. Do niego też skierował swoje ostatnie słowo: Remember (Pamiętaj). Kat odciął głowę króla jednym ciosem. Po egzekucji na szafot wszedł Cromwell. Przyjrzał się zwłokom króla i rzekł: Było to dobrze zbudowane ciało, które mogło długo żyć....

### Post mortem
Karol został pochowany w prywatnej ceremonii 7 lutego w St George’s Chapel w Windsorze. Jego syn, Karol II, planował budowę mauzoleum ku czci ojca, ale nic nie wyszło z tych planów.
W 1649 roku Anglia została ogłoszona republiką. 4 lata po ścięciu króla rozwiązał się Długi Parlament. Cromwell przyjął tytuł lorda protektora i osobiście rządził Anglią do swojej śmierci w 1658 roku. Dwa lata później Parlament przywrócił monarchię i tron dynastii Stuartów. Królowie musieli jednak pożegnać się z marzeniami o absolutyzmie. Anglia stała się monarchią parlamentarną.
Wiele osób zastanawiało się, jaki sens miało słowo Remember, wypowiedziane do Juxtona. Zapytany o to biskup odrzekł, że poprzedniego dnia król prosił go, aby w jego imieniu nakazał synowi (Karolowi II), żeby, jeśli kiedyś wstąpi na tron – nie szukał zemsty na mordercach ojca. To właśnie przypomniał mu Karol przed śmiercią.
Po śmierci Karola szybko wybaczono mu winy i nieudolne rządy. Wiele osób zaczęło go czcić jako męczennika. Karol I Stuart jest wspominany przez Kościół Anglii jako król i męczennik, a data jego śmierci (30 stycznia) jest umieszczona w kalendarzu liturgicznym tego kościoła.

## Wywód przodków
| 4. Henryk Stuart, lord Darnley |  |                   |  |  |            |
|                                |  | 2. Jakub I Stuart |  |  |            |
| 5. Maria I Stuart              |  |                   |  |  |            |
|                                |  |                   |  |  | 1. Karol I |
| 6. Fryderyk II Oldenburg       |  |                   |  |  |            |
|                                |  | 3. Anna Duńska    |  |  |            |
| 7. Zofia meklemburska          |  |                   |  |  |            |
|                                |  |                   |  |  |            |

## Rodzina
13 czerwca 1625 r. w St Augustine's Church w Canterbury Karol poślubił Henriettę Marię Burbon (25 listopada 1609 – 10 września 1669), córkę Henryka IV, króla Francji, i Marii Medycejskiej, córki Franciszka I Medyceusza, wielkiego księcia Toskanii (ślub per procura odbył się 11 maja 1625 r.). Karol i Henrietta mieli razem czterech synów i pięć córek:
- Karol Jakub (13 marca 1629), książę Kornwalii
- Karol II (29 maja 1630 – 6 lutego 1685), król Anglii i Szkocji
- Maria (4 listopada 1631 – 24 grudnia 1660), Princess Royal, żona Wilhelma II Orańskiego, stadhoudera Niderlandów i księcia Oranii
- Jakub II (14 października 1633 – 16 września 1701), król Anglii i Szkocji, pierwszy jakobicki pretendent do tronu wspomnianych królestw
- Elżbieta (29 grudnia 1635 – 8 września 1650)
- Anna (17 marca 1637 – 8 grudnia 1640)
- Katarzyna (29 stycznia 1639), urodziła się martwa
- Henryk (8 lipca 1640 – 18 września 1660), książę Gloucester
- Henrietta Anna (16 czerwca 1644 – 30 czerwca 1670), żona Filipa I Burbona, księcia Orleanu